# Cophixalus shellyi
Espèce
Statut de conservation UICN

 LC  : Préoccupation mineure
Cophixalus shellyi est une espèce d'amphibiens de la famille des Microhylidae.

## Répartition

Aire de répartition de Cophixalus shellyi.

Cette espèce est endémique de Papouasie-Nouvelle-Guinée. Elle se rencontre de la ville de Wau, dans la province de Morobe, jusqu'à la province des Hautes-Terres occidentales mais également dans les monts Adelbert et dans la péninsule Huon. Elle est présente entre 1 100 et 2 900 m d'altitude,.

## Description
Cophixalus shellyi mesure environ 17 mm.

## Étymologie
Son nom d'espèce, shellyi, lui a été donné en référence au Révérend Père O. Shelly qui a transmis une collection d'amphibiens à l'American Museum of Natural History parmi lesquels se trouvait cette espèce.

## Publication originale
- Zweifel, 1956 : Notes on microhylid frogs, genus Cophixalus, from New Guinea. American Museum novitates, no 1785, p. 1-8 (texte intégral).